# 성리 (가수)
성리(본명:김성리, 한자:金聲利, 1994년 4월 6일 ~ )는 대한민국의 가수이다. 2012년 케이보이즈의 멤버로 데뷔하였으며 당시 성리A라는 예명을 사용했다. 2017년 《PRODUCE 101 시즌 2》에 참가하여 최종 47위로 탈락하였다. 같은 해, 레인즈의 멤버로 데뷔했다.

## 학력
| 연도 | 학교         | 학과             | 비고 |
| ---- | ------------ | ---------------- | ---- |
|      | 동아방송대학 | 방송연예과 K-pop | 졸업 |

## 텔레비전 프로그램

### 방송
| 연도            | 기간                | 방송사 | 제목                    | 역할   | 장르 | 비고                      | 체크 |
| 2015년          | 2월 26일 ~ 5월 14일 | 엠넷   | 《너의 목소리가 보여》  | 참가자 | 예능 | 앙코르와트 아이돌 역 출연 |      |
| 2017년          | 4월 7일 ~ 6월 16일  | 엠넷   | 《PRODUCE 101 시즌 2》  | 참가자 | 예능 | 출연 탈락                 |      |
| 2020년          | 7월 10일 ~ 9월 25일 | MBN    | 《보이스트롯》          | 참가자 | 예능 | 고정 출연 탈락            |      |
| 2020년          | 10월 1일 ~ 10월 2일 | MBN    | 《추석특집 보이스트롯》 | 출연자 | 예능 | 출연                      |      |
| 2020년 2021년   | 12월 23일 ~ 현재    | MBN    | 《트롯파이터》          | 출연자 | 예능 | 출연                      |      |
| 2021년          | 4월 13일 현재       | MBN    | 《보이스킹》            | 참가자 | 예능 | 출연                      |      |
| 2022년 ~ 2023년 | 12월 22일 ~ 현재    | TV조선 | 《미스터트롯2》         | 참가자 | 예능 | 아이돌부 출연             |      |

## 음반 작품

### 케이보이즈
- K-BOYS 2012 First Album (2012)

### OST
- "보고싶어" (2017, 품위있는 그녀 OST)
- "돌아보면" (2017, 무궁화 꽃이 피었습니다 OST)
- "Falling In love" (2017, 보그맘 OST)